# Oxford Brookes University
Pour les articles homonymes, voir Brookes.
Oxford Brookes est une université d'Oxford, en Angleterre.
Oxford Brookes a une population d'environ 18 000 étudiants, et, comme la plupart des écoles polytechniques d'Angleterre, est devenue université d'État en 1992. Néanmoins, la création de l'école remonte à bien plus loin : au XIXe siècle, lorsqu'elle n'était que le Oxford College of Art. Elle tient son nom de John Henry Brookes, son directeur de 1928 à 1956, qui s'est beaucoup investi dans son développement.
Les couleurs d'Oxford Brookes sont le bleu foncé, le blanc, et le rouge foncé.

## Les campus
Oxford Brookes University a trois principaux campus :
Headington Campus localisé dans une zone résidentielle d'Oxford, 1,5 km du centre ville. Il est composé du site de Gipsy Lane, qui est le principal site de cours, et juste à côté le site Headington Hill, où l'on peut trouver le Bureau des élèves (Student Union).
Wheatley Campus se situe dans la campagne d'Oxford, à 10 km au sud-est du centre-ville. Le business, l'informatique et les mathématiques y sont enseignées.
Harcourt Hill Campus se trouve à l'ouest d'Oxford, à 4 km du centre-ville. On y étudie entre autres l'enseignement, la théologie et la communication.
Chacun de ces campus offre un large choix de sport et de distractions pour les étudiants. Chaque campus a son propre bar et ses zones de restauration, ainsi qu'une bibliothèque avec un très large choix de livres, journaux, DVD et accès libres à des ordinateurs.

## Scientométrie
Elle a été nommée Best New University (« Meilleure nouvelle université ») par The Times huit années de suite.

## Anciens étudiants
- Abdul Azim, prince de Brunei
- Christos Floros, homme politique Luxembourgeois
- Theyazin ben Haïtham, prince héritier d'Oman
- Valérie Neim, femme d'affaires camerounaise
- Kate Rock, femme politique